# Świerszczaki
Świerszczaki (Locustellidae) – rodzina ptaków z rzędu wróblowych (Passeriformes), licząca ponad 60 gatunków.

## Rozmieszczenie geograficzne
Rodzina obejmuje gatunki występujące w Eurazji, Afryce i Australazji.

## Systematyka
Takson ten został wydzielony z rodziny pokrzewkowatych (Sylviidae). Do rodziny zalicza się dwie podrodziny:
- Robsoniinae Sangster, Gaudin & Alström, 2025 – perłopiórki
- Locustellinae Bonaparte, 1854 – świerszczaki